# Commiphora hornbyi
Commiphora hornbyi är en tvåhjärtbladig växtart som beskrevs av B. D. Burtt. Commiphora hornbyi ingår i släktet Commiphora och familjen Burseraceae. Inga underarter finns listade i Catalogue of Life.